# Флаги Ростовской области
Список флагов муниципальных образований Ростовской области Российской Федерации.
На 1 января 2020 года в Ростовской области насчитывалось 463 муниципальных образования — 12 городских округов, 43 муниципальных района, 17 городских поселений и 391 сельское поселение.

## Флаги городских округов
| Флаг | Наименование                                           | Дата утверждения | Номер в ГГР |
| ---- | ------------------------------------------------------ | ---------------- | ----------- |
|      | Флаг муниципального образования «Город Ростов-на-Дону» | 16 октября 1998  |             |
|      | Флаг муниципального образования «Город Азов»           | 25 мая 2006      | 2425        |
|      | Флаг муниципального образования «Город Батайск»        | 20 октября 2005  | 2031        |
|      | Флаг муниципального образования «Город Волгодонск»     | 29 сентября 1995 | 109         |
|      | Флаг муниципального образования «Город Гуково»         | 28 августа 2014  | 9742        |
|      | Флаг муниципального образования «Город Донецк»         | 13 июля 2005     | 1945        |

| Флаг       | Наименование                                               | Дата утверждения | Номер в ГГР |
| ---------- | ---------------------------------------------------------- | ---------------- | ----------- |
|            | Флаг муниципального образования «Город Зверево»            | 28 декабря 2000  | 720         |
|            | Флаг муниципального образования «Город Каменск-Шахтинский» | 25 ноября 2015   | 10713       |
|            | Флаг городского округа «Город Новочеркасск»                | 27 июня 2005     |             |
| нет данных | Флаг муниципального образования «Город Новошахтинск»       |                  |             |
|            | Флаг муниципального образования «Город Таганрог»           | 24 февраля 1995  | 1055        |
|            | Флаг муниципального образования «Город Шахты»              | 29 февраля 2012  | 7769        |

## Флаги муниципальных районов
| Флаг | Наименование                                                | Дата утверждения | Номер в ГГР |
| ---- | ----------------------------------------------------------- | ---------------- | ----------- |
|      | Флаг муниципального образования «Азовский район»            | 14 ноября 2002   | 1128        |
|      | Флаг муниципального образования «Аксайский район»           | 16 июня 2004     | 2020        |
|      | Флаг муниципального образования «Багаевский район»          | 19 февраля 2018  | 11745       |
|      | Флаг муниципального образования «Белокалитвинский район»    | 31 января 2002   | 920         |
|      | Флаг муниципального образования «Боковский район»           | 11 июля 2017     | 11565       |
|      | Флаг муниципального образования «Верхнедонской район»       | 26 ноября 2012   | 8071        |
|      | Флаг муниципального образования «Весёловский район»         | 28 апреля 2018   | 11909       |
|      | Флаг муниципального образования «Волгодонской район»        | 30 мая 2013      | 8476        |
|      | Флаг муниципального образования «Егорлыкский район»         | 30 мая 2013      | 11274       |
|      | Флаг муниципального образования «Зерноградский район»       | 26 августа 2009  | 5730        |
|      | Флаг муниципального образования «Зимовниковский район»      | 22 апреля 2016   | 10956       |
|      | Флаг муниципального образования «Кагальницкий район»        | 29 августа 2003  | 1332        |
|      | Флаг муниципального образования «Каменский район»           | 17 февраля 2010  | 5970        |
|      | Флаг муниципального образования «Кашарский район»           | 20 июня 2014     | 9521        |
|      | Флаг муниципального образования «Константиновский район»    | 30 мая 2018      | 11911       |
|      | Флаг муниципального образования «Куйбышевский район»        | 1 августа 2012   |             |
|      | Флаг муниципального образования «Мартыновский район»        | 4 июля 2014      | 9946        |
|      | Флаг муниципального образования «Матвеево-Курганский район» | 22 декабря 2005  | 2164        |
|      | Флаг муниципального образования «Миллеровский район»        | 25 июня 2015     | 10498       |
|      | Флаг муниципального образования «Милютинский район»         | 13 октября 2017  | 11631       |

| Флаг | Наименование                                                   | Дата утверждения              | Номер в ГГР |
| ---- | -------------------------------------------------------------- | ----------------------------- | ----------- |
|      | Флаг муниципального образования «Мясниковский район»           | 21 октября 2011               | 7899        |
|      | Флаг муниципального образования «Неклиновский район»           | 20 декабря 2006               |             |
|      | Флаг муниципального образования «Неклиновский район»           | 2905                          |             |
|      | Флаг муниципального образования «Обливский район»              | 28 февраля 2018               | 11774       |
|      | Флаг муниципального образования «Октябрьский район»            | 5 сентября 2007               | 3668        |
|      | Флаг муниципального образования «Орловский район»              | 3 ноября 2016                 | 11196       |
|      | Флаг муниципального образования «Песчанокопский район»         | 29 августа 2013               | 8819        |
|      | Флаг муниципального образования «Пролетарский район»           | 29 мая 2003                   | 1256        |
|      | Флаг муниципального образования «Ремонтненский район»          | 28 апреля 2007                | 3553        |
|      | Флаг муниципального образования «Родионово-Несветайский район» | 26 февраля 2021               | 13337       |
|      | Флаг муниципального образования «Сальский район»               | 6 марта 2002 27 сентября 2016 | 1130        |
|      | Флаг муниципального образования «Семикаракорский район»        | 8 сентября 2015               | 10613       |
|      | Флаг муниципального образования «Советский район»              | 24 декабря 2019               | 12686       |
|      | Флаг муниципального образования «Тарасовский район»            | 30 июля 2019                  | 12517       |
|      | Флаг муниципального образования «Тацинский район»              | 27 февраля 2013               | 8307        |
|      | Флаг муниципального образования «Усть-Донецкий район»          | 8 июля 2013                   | 8823        |
|      | Флаг муниципального образования «Целинский район»              | 22 ноября 2005                | 2049        |
|      | Флаг муниципального образования «Цимлянский район»             | 25 декабря 2018               | 12216       |
|      | Флаг муниципального образования «Чертковский район»            | 29 июня 2017                  | 11567       |
|      | Флаг муниципального образования «Шолоховский район»            | 23 апреля 2013                | 8486        |

## Флаги городских поселений
| Флаг | Наименование                                                         | Дата утверждения | Номер в ГГР |
| ---- | -------------------------------------------------------------------- | ---------------- | ----------- |
|      | Флаг Аксайского городского поселения Аксайского района               | 16 июня 2004     | 1551        |
|      | Флаг Белокалитвинского городского поселения Белокалитвинского района | 31 октября 2019  | 12690       |
|      | Флаг Зерноградского городского поселения Зерноградского района       | 28 апреля 2011   | 6889        |
|      | Флаг Каменоломненского городского поселения Октябрьского района      | 22 мая 2019      | 12409       |
|      | Флаг Константиновского городского поселения Константиновского района | 19 февраля 2018  | 11795       |
|      | Флаг Красносулинского городского поселения Красносулинского района   | 16 мая 1997      | 177         |
|      | Флаг Миллеровского городского поселения Миллеровского района         | 27 ноября 2018   | 12214       |

| Флаг | Наименование                                                     | Дата утверждения | Номер в ГГР |
| ---- | ---------------------------------------------------------------- | ---------------- | ----------- |
|      | Флаг Морозовского городского поселения Морозовского района       | 13 июня 2013     | 8478        |
|      | Флаг Сальского городского поселения Сальского района             | 19 октября 2020  |             |
|      | Флаг Углеродовского городского поселения Красносулинского района | 12 августа 2019  | 12513       |
|      | Флаг Усть-Донецкого городского поселения Усть-Донецкого района   | 20 августа 2019  | 12692       |
|      | Флаг Цимлянского городского поселения Цимлянского района         | 24 ноября 2020   |             |
|      | Флаг Шолоховского городского поселения Белокалитвинского района  | 2 апреля 2013    | 8480        |

## Флаги сельских поселений
| Флаг | Наименование                                                              | Дата утверждения | Номер в ГГР |
| ---- | ------------------------------------------------------------------------- | ---------------- | ----------- |
|      | Флаг Ажиновского сельского поселения Багаевского района                   | 3 декабря 2019   | 12688       |
|      | Флаг Большелогского сельского поселения Аксайского района                 | 17 декабря 2018  | 12142       |
|      | Флаг Большенеклиновского сельского поселения Неклиновского района         | 1 июля 2011      | 7280        |
|      | Флаг Вареновского сельского поселения Неклиновского района                | 24 июня 2011     | 7121        |
|      | Флаг Васильево-Ханжоновского сельского поселения Неклиновского района     | 7 февраля 2011   | 6900        |
|      | Флаг Верхнеподпольненского сельского поселения Аксайского района          | 8 августа 2019   | 12515       |
|      | Флаг Войковского сельского поселения Тарасовского района                  | 29 декабря 2020  |             |
|      | Флаг Волченского сельского поселения Каменского района                    | 8 февраля 2013   | 8303        |
|      | Флаг Гашунского сельского поселения Зимовниковского района                | 11 марта 2013    | 8301        |
|      | Флаг Грушевского сельского поселения Аксайского района                    | 19 февраля 2019  | 12208       |
|      | Флаг Егорлыкского сельского поселения Егорлыкского района                 | 3 ноября 2011    | 7333        |
|      | Флаг Ермаковского сельского поселения Тацинского района                   | 30 августа 2013  | 8821        |
|      | Флаг Жирновского сельского поселения Тацинского района                    | 26 декабря 2014  | 9989        |
|      | Флаг Зимовниковского сельского поселения Зимовниковского района           | 28 июля 2016     | 11179       |
|      | Флаг Ивановского сельского поселения Сальского района                     | 16 июня 2020     | 12837       |
|      | Флаг Истоминского сельского поселения Аксайского района                   | 5 июля 2019      | 12511       |
|      | Флаг Кагальницкого сельского поселения Кагальницкого района               | 28 ноября 2013   | 9210        |
|      | Флаг Калининского сельского поселения Цимлянского района                  | 26 февраля 2020  | 12841       |
|      | Флаг Курно-Липовского сельского поселения Тарасовского района             | 3 июля 2020      | 13057       |
|      | Флаг Лакедемоновского сельского поселения Неклиновского района            | 23 сентября 2010 | 6581        |
|      | Флаг Ленинского сельского поселения Аксайского района                     | 17 декабря 2018  | 12140       |
|      | Флаг Матвеево-Курганского сельского поселения Матвеево-Курганского района | 13 мая 2011      | 7119        |
|      | Флаг Михайловского сельского поселения Тацинского района                  | 30 ноября 2015   | 10656       |
|      | Флаг Мишкинского сельского поселения Аксайского района                    | 21 февраля 2019  | 12212       |
|      | Флаг Натальевского сельского поселения Неклиновского района               | 1 марта 2018     | 11788       |

| Флаг | Наименование                                                                    | Дата утверждения | Номер в ГГР |
| ---- | ------------------------------------------------------------------------------- | ---------------- | ----------- |
|      | Флаг Николаевского сельского поселения Неклиновского района                     | 22 апреля 2010   | 6258        |
|      | Флаг Новобатайского сельского поселения Кагальницкого района                    | 27 марта 2012    | 8067        |
|      | Флаг Обливского сельского поселения Обливского района                           | 19 декабря 2018  | 12136       |
|      | Флаг Ольгинского сельского поселения Аксайского района                          | 5 июля 2019      | 12405       |
|      | Флаг Ольховчанского сельского поселения Чертковского района                     | 15 апреля 2019   | 12411       |
|      | Флаг Песчанокопского сельского поселения Песчанокопского района                 | 24 января 2012   | 7592        |
|      | Флаг Платовского сельского поселения Неклиновского района                       | 11 апреля 2012   | 8069        |
|      | Флаг Покровского сельского поселения Неклиновского района                       | 29 мая 2009      | 5077        |
|      | Флаг Поляковского сельского поселения Неклиновского района                      | 22 декабря 2010  | 6691        |
|      | Флаг Приморского сельского поселения Неклиновского района                       | 27 марта 2013    | 8305        |
|      | Флаг Раздорского сельского поселения Усть-Донецкого района                      | 22 мая 2020      | 12839       |
|      | Флаг Рассветовского сельского поселения Аксайского района                       |                  | 12407       |
|      | Флаг Родионово-Несветайского сельского поселения Родионово-Несветайского района | 8 ноября 2018    | 12138       |
|      | Флаг Романовского сельского поселения Волгодонского района                      | 20 февраля 2018  | 11797       |
|      | Флаг Самбекского сельского поселения Неклиновского района                       | 31 мая 2013      | 8482        |
|      | Флаг Саркеловского сельского поселения Цимлянского района                       | 10 февраля 2021  | 13341       |
|      | Флаг Синявского сельского поселения Неклиновского района                        | 1 марта 2011     | 6693        |
|      | Флаг Советинского сельского поселения Неклиновского района                      | 31 мая 2013      | 8484        |
|      | Флаг Старостаничного сельского поселения Каменского района                      | 28 августа 2019  | 12613       |
|      | Флаг Старочеркасского сельского поселения Аксайского района                     | 24 июня 2011     | 11184       |
|      | Флаг Тацинского сельского поселения Тацинского района                           | 29 ноября 2013   | 9208        |
|      | Флаг Троицкого сельского поселения Неклиновского района                         | 31 октября 2017  | 11633       |
|      | Флаг Углегорского сельского поселения Тацинского района                         | 21 мая 2015      | 10390       |
|      | Флаг Фёдоровского сельского поселения Неклиновского района                      | 24 декабря 2010  | 6695        |
|      | Флаг Щепкинского сельского поселения Аксайского района                          | 18 января 2019   | 12210       |

## Упразднённые флаги
| Флаг | Наименование                                               | Дата утверждения | Дата отмены     |
| ---- | ---------------------------------------------------------- | ---------------- | --------------- |
|      | Флаг города Азова                                          | 30 декабря 1996  | 25 мая 2006     |
|      | Флаг муниципального образования «Город Каменск-Шахтинский» | 1996             | 25 ноября 2015  |
|      | Флаг города Шахты                                          | 3 июля 1997      | 29 февраля 2012 |

| Флаг | Наименование                                         | Дата утверждения | Дата отмены     |
| ---- | ---------------------------------------------------- | ---------------- | --------------- |
|      | Флаг муниципального образования «Миллеровский район» | 30 октября 2007  | 25 февраля 2010 |
|      | Флаг муниципального образования «Мясниковский район» | 10 сентября 1998 | 21 октября 2011 |
|      | Флаг муниципального образования «Обливский район»    | 14 мая 2003      |                 |